# Lilia Kamoun
Lilia Kamoun, née en 1992, est une gymnaste rythmique et danseuse tuniso-russe.

## Carrière
Aux championnats d'Afrique de gymnastique rythmique 2012, Lilia Kamoun est médaillée de bronze par équipes.
Elle devient ensuite entraîneuse de gymnastique rythmique et professeure de danse classique dans un club de la région parisienne.